# 나스에어 에리트레아
나스에어 에리트레아는 에리트레아의 항공사다.
2006년 설립됐다. 2011년 에리트레아 항공과 합병했으며, 같은 이름의 다른 항공사와 구분하기 위해 ‘나스에어 에리트레아’로 사명을 바꿨다.